# Bataille de Cetate
Guerre de Crimée
Batailles
- Isaccea (10-1853)
- Oltenița (11-1853)
- Pitsounda (11-1853)
- Sinope (11-1853)
- Cetate (12-1853)
- Silistra (04-1854)
- Kurekdere (08-1854)
- Bomarsund (08-1854)
- Petropavlovsk (08-1854)
- Alma (09-1854)
- Sébastopol (10-1854)
- Balaklava (10-1854)
- Inkerman (11-1854)
- Eupatoria (02-1855)
- Taganrog (05-1855)
- Kars (07-1855)
- Tchernaïa (08-1855)
- Malakoff (09-1855)
- Kanghil (09-1855)
- Kinbourn (10-1855)

La bataille de Cetate est un combat de la guerre de Crimée qui se déroula du 31 décembre 1853 au 6 janvier 1854. Au cours de cette bataille, les Ottomans sous le commandement d'Ahmed Muhtar Pacha tentèrent de prendre le contrôle du village de Cetate en Valachie sans y parvenir.

## Contexte
Cette bataille se déroule pendant la campagne du Danube au cours de la guerre de Crimée. Dans l’escalade vers la guerre, la Russie occupe les principautés danubiennes de Moldavie et de Valachie, plaçant ses troupes sur la rive gauche (au nord) du Danube, qui forme la frontière avec l'empire Ottoman. Celui-ci réplique en plaçant à son tour ses troupes sur la rive droite (au sud).
À l'ouest, à la frontière avec l'Autriche et la Serbie, les troupes russes à Cetate était opposées à la forteresse de Vidin.
À la suite de l'ultimatum ottoman du 4 octobre 1853 d'évacuer les principautés danubiennes dans les 2 semaines, les forces ottomanes sous les ordres Ahmed Pasha traversèrent le fleuve et occupèrent la ville de Calafat, qu'elles fortifièrent comme une tête de pont.

## La bataille
Le 31 décembre 1853, Ahmed Pasha et une force de plusieurs milliers de cavaliers, supporté par l'infanterie, attaqua Cetate, qui était défendu par un détachement russe, sous les ordres du Colonel A. K. Baumgarten. Cette attaque fut repoussée, après quoi chaque camps demanda des renforts.
Le 6 janvier 1854 (Noël dans calendrier russe orthodoxe) Ahmed Pasha renouvela son assaut avec une force de 18 000 hommes. Cet assaut fut victorieux et les forces russes se retirèrent de la ville avec de lourdes pertes. Cependant, les renforts russes étant aussi arrivé dans la journée et Ahmed Pasha craignant une attaque de ces bases et lui-même coupé de ces bases, abandonna la ville et se replia sur Calafat.

## Conséquences
La bataille de Cetate fut finalement indécise. Après de lourdes pertes de deux côtés, les deux armées retrouvent leurs positions. Les Ottomans occupaient toujours une position forte, barrant le contact entre les Russes et les Serbes, desquels ils attendaient du soutien, mais sans expulser les Russes des principautés, leur but visé.

## Galerie

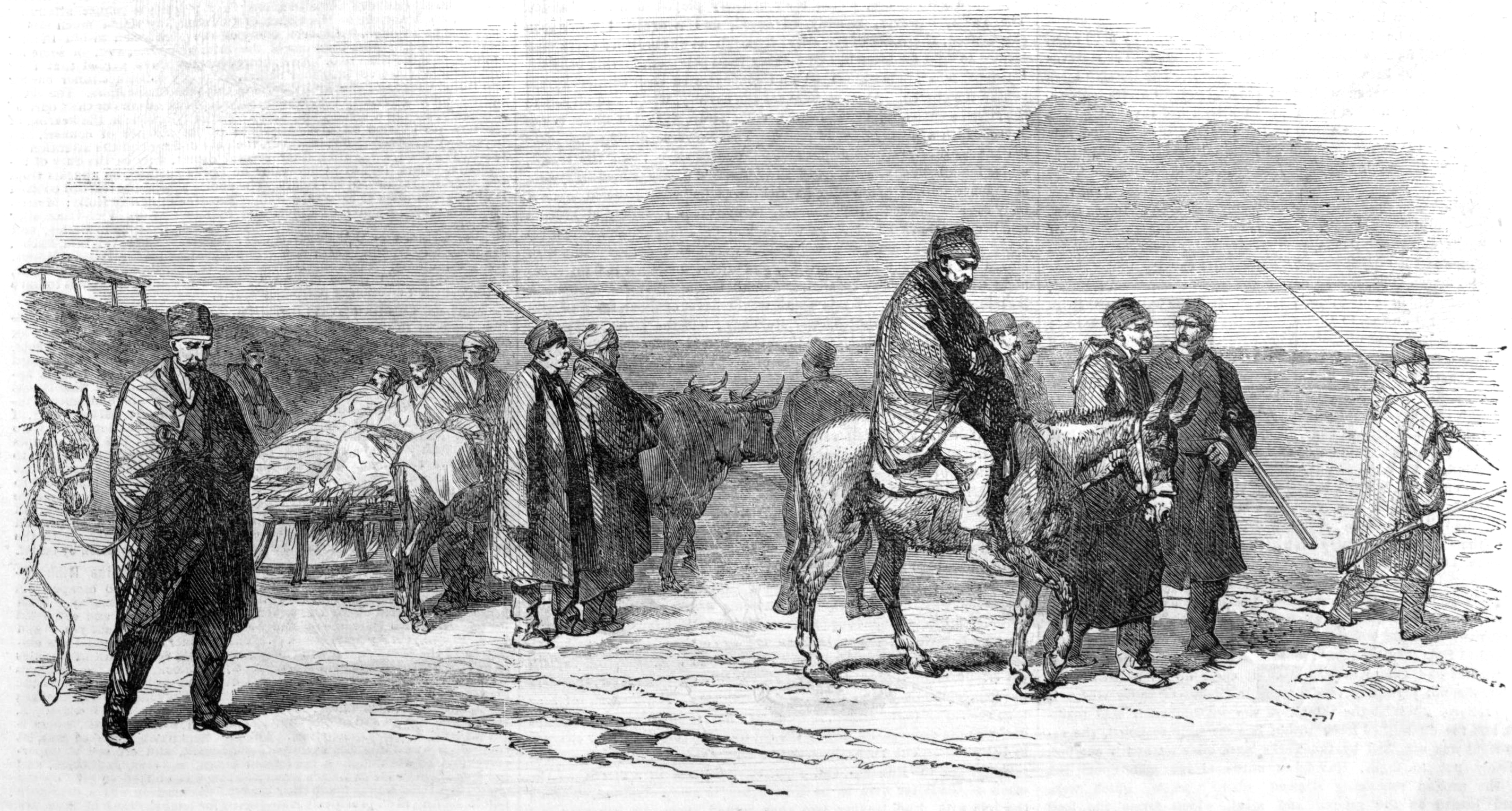
Arrivé des blessés de Cetate à Calafat.
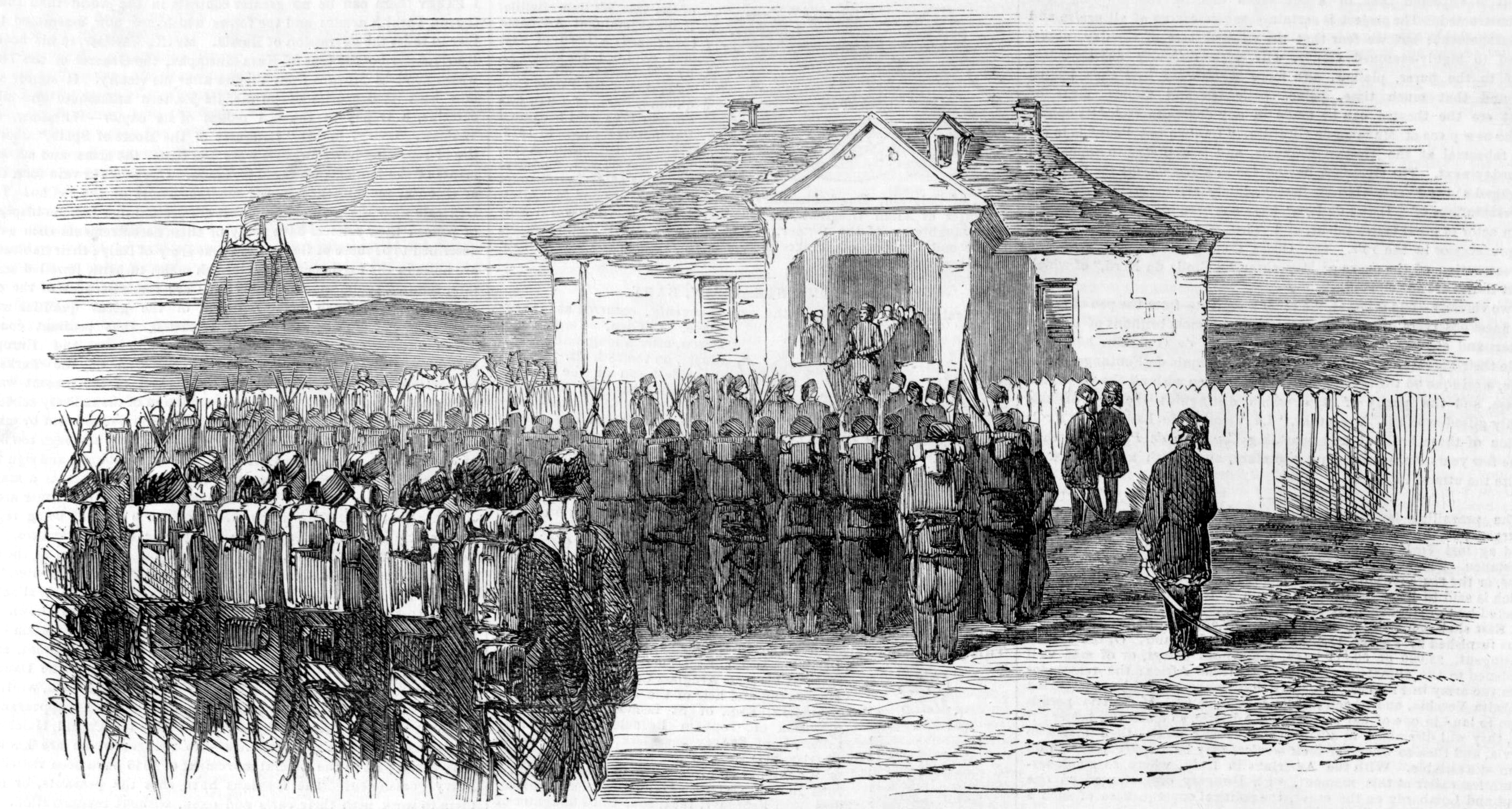
Distribution de l'ordre du Médjidié après la bataille de Cetate.